# 吉兴朝鲜族满族乡
吉兴朝鲜族满族乡（中国朝鲜语：／）是中华人民共和国黑龙江省七台河市勃利县下辖的一个民族乡。

## 行政区划
吉兴朝鲜族满族乡下辖以下村级行政区划单位：
西吉兴村、东吉兴村、永乐村、和胜村、合心村、团山村、兴耕村、合庆村、长太村、三民村、心和村、富兴村、大阳村和厚春村。